# Hustinetten

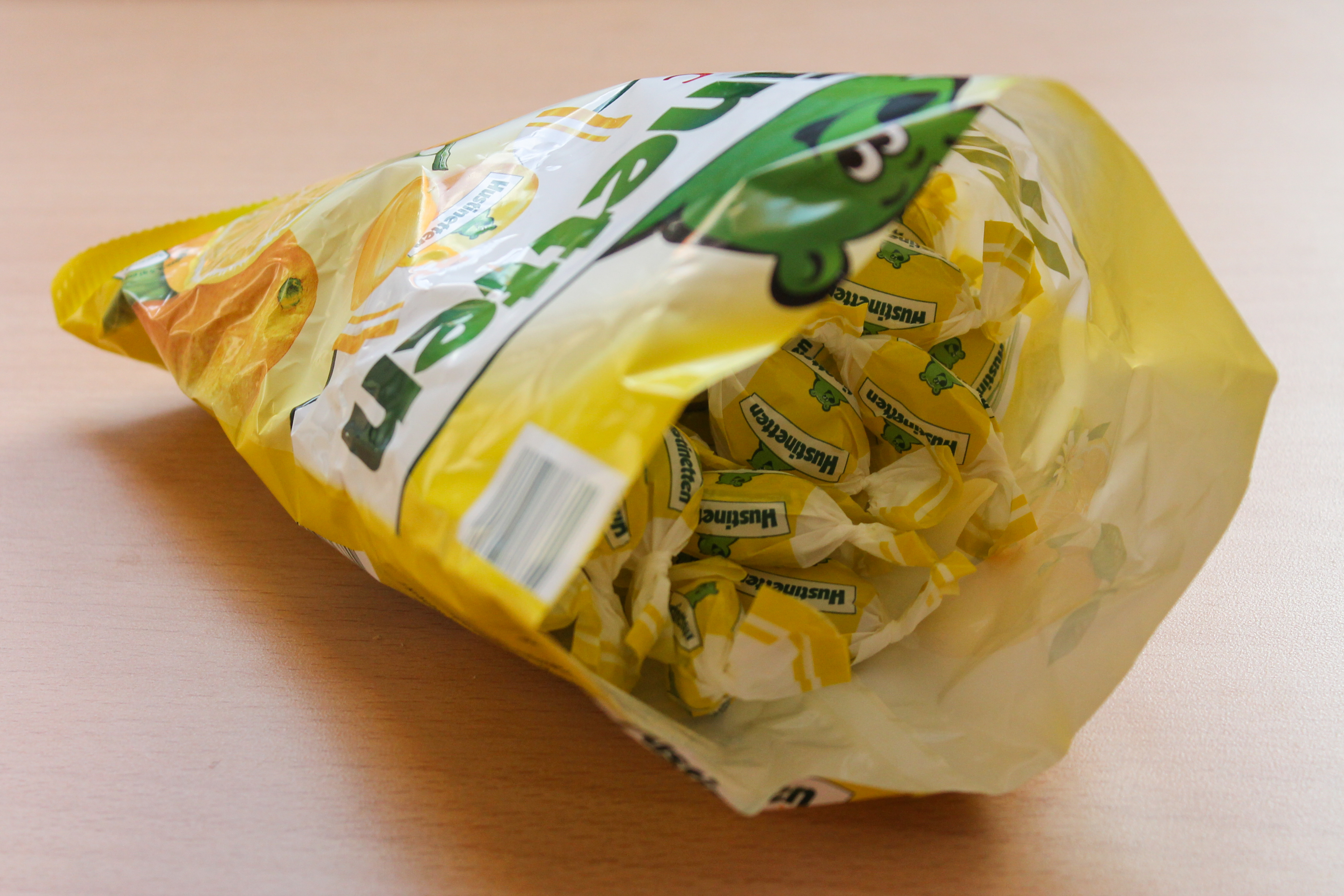
Hustinetten 7 Kräuter mit Zitronengeschmack

Hustinetten sind eine 1966 eingeführte Bonbonmarke.

## Werbefigur
Ein wichtiges Markenzeichen der Hustinetten ist der Hustinetten-Bär.

## Hersteller und Markenrechtsbesitzer
1986 wurde von der Firma Beiersdorf der Geschäftszweig, der die Hustinetten betraf, an die österreichische Firma Egger's Sohn Süßwaren und Naturmittel GmbH verkauft, die sie bereits seit 1966 produzierte. Die Markenrechte wurden an die Firma Egger nur für Österreich übertragen, in Deutschland hält sie das Unternehmen Aldi. 2008 wurde Egger wiederum von der ebenfalls in Österreich beheimateten Firma Haas übernommen.

## Vertrieb
Die Hustinetten werden in Deutschland bei Aldi und in Österreich nur im Winter bei ADEG, Billa, Eurospar und Interspar verkauft. Als Hersteller von Hustinetten Original wird die CEBE Bonbon GmbH genannt, die zum Hersteller von Pulmoll gehört.